# Лунка-Докієй
Лунка-Докієй (рум. Lunca Dochiei) — село у повіті Бакеу в Румунії. Входить до складу комуни Урекешть.
Село розташоване на відстані 201 км на північ від Бухареста, 51 км на південь від Бакеу, 122 км на південь від Ясс, 107 км на північний захід від Галаца, 123 км на північний схід від Брашова.

## Населення
За даними перепису населення 2002 року у селі проживали 408 осіб, з них 407 осіб (99,8%) румунів. Усі жителі села рідною мовою назвали румунську.